# Шмит, Николай Павлович
Никола́й Па́влович Шмит (реже Шмидт; 10 (22) декабря 1883 — 13 (26) февраля 1907, Москва) — революционер, участник (видный участник) Первой русской революции 1905 года, член РСДРП.

## Биография

### Происхождение и семья

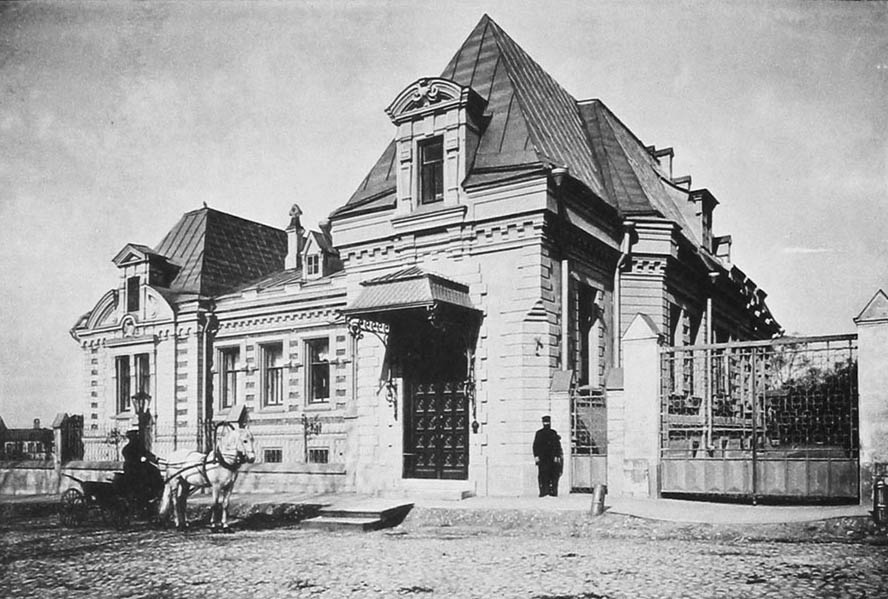
Особняк, построенный на деньги Павла Александровича Шмита близ Горбатого моста на Пресне в 1883 году. Архитектор П. С. Бойцов

Отец, Павел Александрович Шмит (Шмидт; 1849—1902), владелец семейного мебельного предприятия в Москве. На Кузнецком Мосту он держал мебельный магазин, а на Пресне находилась его фабрика художественной мебели.
В начале 1880-х годов Павел Александрович женился на наследнице богатейшей старообрядческой семьи Морозовых — Вере Викуловне Морозовой. На приданое невесты, полученное от её отца-миллионщика, владевшего ткацкими мануфактурами в Владимирской губернии, Павел Шмит к 1883 году отстроил новые фабричные корпуса и личный двухэтажный особняк на Пресне, тогдашней московской окраине, между улицами Нижняя Прудовая и Нижняя Пресненская (сейчас на этом месте находится парк «Пресненский»).
В декабре 1883 года у Павла и Веры родился сын Николай. Затем на свет появились Екатерина (1884), Елизавета (1887) и Алексей (1889). По линии матери Николай Шмит — внук кузена брата Саввы Тимофеевича Морозова (они — представители двух ветвей клана Морозовых: «викуловичей» и «тимофеевичей»).
Мать крестила детей по обрядам старообрядчества, но их рождение не было вписано ни в метрические книги евангелическо-лютеранского вероисповедания, к которому принадлежал отец, ни в метрические книги для старообрядцев. Законное их происхождение пришлось потом доказывать в суде. Только в 1899 году Московская казённая палата отнесла Николая к московскому первой гильдии купечеству, и лишь в 1900 году ему было дозволено пользоваться правами и званием потомственного почётного гражданина.

### Ранние годы

Н. П. Шмит

В 1902 году Николай Шмит окончил 5-ю мужскую классическую гимназию (на углу Поварской и Большой Молчановки). Сразу по окончании гимназии поступил на естественное отделение физико-математического факультета Московского университета.
В 1902 году Николаю было 19 лет, когда скончался его отец. Вера Викуловна после смерти мужа уехала на лечение в Ниццу.
Проучившись первый семестр, Николай подал ректору прошение об академическом отпуске, мотивируя его необходимость смертью отца, нервным расстройством матери, своим участием в совещаниях по ликвидации доставшейся ему в наследство фабрики и ухудшением здоровья вследствие усиленных попыток овладеть знаниями.
Худощавый юноша с бледным лицом, задумчивый и молчаливый, по-прежнему выдавал себя за студента, носил форменную тужурку, шинель и фуражку, но к занятиям в университете больше не вернулся. Окружающие, обеспокоенные его нерадивостью, озаботились поисками репетитора. Так в закрытое для посторонних семейство Шмита вошёл помощник присяжного поверенного М. Л. Михайлов.
Деликатную операцию по внедрению Михайлова в дом Шмита осуществил помощник присяжного поверенного А. Ф. Линк. Волею московского окружного суда в 1902 году Линк был назначен попечителем над несовершеннолетними Николаем и Екатериною Шмит. Для удобства призрения он тут же переселился в сиротский особняк, а для небольшого приработка заступил на место репетитора Алексея Шмита — младшего брата опекаемых подростков. Формальная деятельность Линка нисколько не отвлекала его от исполнения неофициальных обязанностей. Примкнув к социал-демократическому движению, он взимал средства в пользу подпольного Красного креста с образованных слоёв общества, раздражённых тугоподвижностью самодержавия и русско-японской войной.

### Во главе фабрики
По достижении совершеннолетия (21 год) 10 декабря 1904 года Николай Шмит по законам Российской империи предъявил свои права на наследство. Согласно духовной его отца, и фабрику на Пресне, и принадлежавший ему мебельный магазин в Неглинном проезде следовало продать, а деньги, вырученные от реализации недвижимости, разделить поровну между четырьмя его детьми. Им же, детям, в равных долях, поступало в собственность и всё движимое имущество, основная часть которого заключалась в восьми паях «Товарищества мануфактур Викулы Морозова с сыновьями». Супругу свою почивший в завещании не упомянул.
Вступив во владение мебельной фабрикой на Пресне, Николай Шмит с 1 мая 1905 года ввёл 9-часовой рабочий день вместо 11-часового, повысил заработную плату, открыл при фабрике амбулаторию и специальные общеобразовательные курсы. В 1905 году передал Московскому комитету РСДРП 20 тысяч рублей на вооружение рабочих.
Савва Тимофеевич Морозов знал об увлечении Николая Шмита революционными идеями, а также то, что родственник скоро станет хозяином мебельной фабрики. Морозовы выделяли деньги для выкупа паёв несовершеннолетних сестёр и брата Николая Шмита, а затем познакомили юношу с Николаем Бауманом и другими революционерами, с которыми Савва Морозов был близок.

### Декабрьское восстание
Шмит под видом найма на работу принял на фабрику профессиональных революционеров Ивана Карасёва и Михаила Николаева, а также активно участвовал в подготовке декабрьского вооруженного восстания (бунта), купил большое количество оружия, которым были вооружены шмидтовская и некоторые другие боевые дружины. Были, в частности, закуплены новейшие по тем временам браунинги и маузеры, которыми не располагала ни полиция, ни армия. Впоследствии натиск шмитовской дружины не выдерживало ни одно военизированное подразделение Москвы, такова была его огневая мощь.
Вместе с будущими дружинниками Шмит учился стрельбе и тактике уличного боя. На фабрике изготавливали бомбы, печатали листовки. Соседствовавшая с фабрикой Шмита обсерватория Московского университета готовила для них карты Москвы с указанием удобных мест для строительства баррикад. Студенты Императорского Московского технического училища консультировали строительство баррикад. В результате ни один штурм Пресни правительственными войсками не удался, пока её не расстреляли из пушек. Через М. Горького дал крупные денежные средства, на вооружение рабочих, московской большевистской организации.
Однако, поскольку восставшие были лишены единого руководства (оно было арестовано ещё 7 декабря), им не удалось организовать скоординированных действий, в частности, прекратить движение по Николаевской железной дороге, по которой в Москву была доставлена гаубичная артиллерия и верные императору войска, которые и расстреляли Пресню и фабрику Шмита. «Шмитовцы» упорнее других держались на баррикадах. Фабрика Шмита была уничтожена артиллерией.
18 декабря 1905 г. после безрезультатного обыска он был арестован и по распоряжению московского генерал-губернатора вывезен на Пресню в военный лагерь командира лейб-гвардии Семеновского полка, полковника Мина. В лагере предложили Шмиту сделать откровенное признание, а когда он отказался, его вывели на двор, поставили к стене и грозили, что сейчас расстреляют. Истерзанный допросами Шмит согласился сделать признание. Его опять повезли в сыскное отделение, где он попал в руки жандармского ротмистра Петерсона. Здесь в течение 8 дней ему не давали спать, отказывали в пище и постоянно угрожали расстрелом. В результате этих физических и моральных истязаний Шмит сделал признание в своей революционной работе.
26 декабря его перевезли в Бутырскую тюрьму, а когда туда явился для допроса судебный следователь с товарищем прокурора, то он отказался от своих прежних показаний, данных, по его словам, «под влиянием угроз немедленного расстрела». Находясь в тюрьме, Николай Шмит сообщил сестре Е. П. Шмит о своей завещательной воле: передать свои средства на борьбу с самодержавием. Эти деньги позволили РСДРП(б) существовать и действовать по крайней мере до 1914 года.

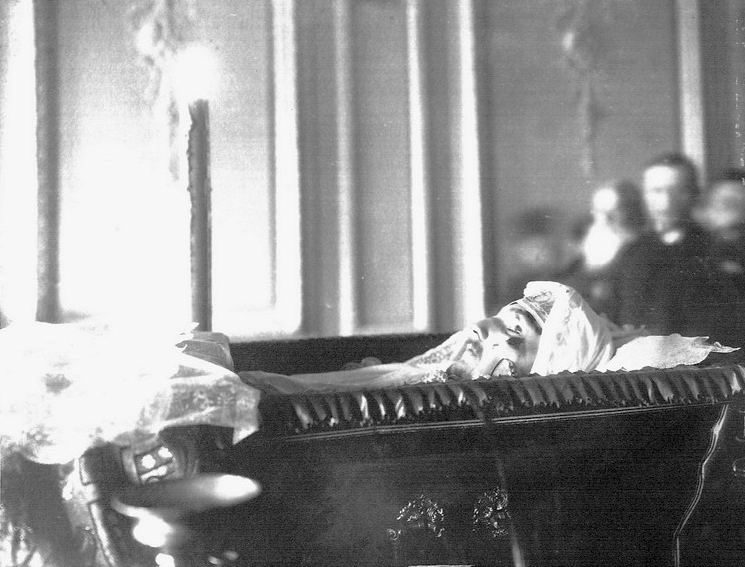
Николай Шмит в гробу. На лице видны гематомы. Февраль 1907 года

Скончался в тюрьме при невыясненных обстоятельствах спустя год с небольшим. В январе 1907 его перевели из тюремной больницы в изолятор, представлявший собою маленькую каморку вышиною 2 аршина 9 вершков (1,82 метра), так что Шмит вынужден был ходить в ней согнувшись. Во все время заключения в изоляторе он не пользовался ни прогулками, ни общением с товарищами. Его соседи по изолятору с двух сторон были психически больные: они выли по ночам, наводя ужас и не давая ему спать.
Утром 13 февраля на полу изолятора находят труп Шмита с двумя ранами на шее, с порезом на руке и ссадинами на лице. Эксперт Минаков дал заключение, что больной с целью самоубийства разбил стекло в зимней и летней раме и осколками стекла нанес себе раны на руке и на шее, а затем, истекая кровью, свалился на пол, где и скончался. Однако другой эксперт доктор Гольденбах пришел к убеждению, что в данном случае скорее всего надо предполагать убийство, а не самоубийство. Во всяком случае, надзиратель Козлов, дежуривший в эту ночь в коридоре у изолятора, не слыхал ни звона разбиваемых стекол, ни падения умирающего юноши на пол. Как категорически утверждает П. Львов-Марсианин в своей книге «Подполье и каторга», стр. 34, Шмит был убит надзирателем Козловым.
По воспоминаниям участника декабрьских выступлений на Пресне, бывшего рабочего мебельной фабрики Шмита Петра Егорова, Николай Павлович Шмит был убит во время попытки его освобождения рабочими фабрики.

### Похороны

Памятник на могиле Шмита на Преображенском старообрядческом кладбище

Панихида по Николаю Шмиту состоялась в особняке Морозовых по беспоповскому чину, похоронен Н. П. Шмит на старообрядческом Преображенском кладбище Москвы.

### Наследство
Николай Шмит завещал своё состояние брату, двум сёстрам и РСДРП. Наследство, доставшееся Большевистскому центру, составило около 280 тыс. рублей.
Мужем Екатерины Павловны стал адвокат Николай Адамович Андриканис (1876—1947) (их сын — оператор Евгений Андриканис, а внучка — народная артистка РСФСР Татьяна Андриканис, более известная под псевдонимом Лаврова).
Фиктивным мужем Елизаветы Павловны Шмит стал в октябре 1908 Александр Игнатьев, а фактическим — партийный деятель Виктор Таратута (1881—1926).

## Память
Именем Н. П. Шмита в 1930 году был назван Шмитовский проезд в районе Пресни, на котором в 1971 году был установлен памятник-барельеф революционеру.